# Multistars
Multistars is een internationale meerkampwedstrijd, die jaarlijks wordt georganiseerd in het Francesco Ghizzi Stadion in het Italiaanse Desenzano del Garda. De wedstrijd vond voor het eerst plaats in 1988.
Het hoofdprogramma van de atletiekwedstrijd bestaat sinds de oprichting uit een zevenkamp voor vrouwen en een tienkamp voor mannen. De wedstrijd wordt onder auspiciën van World Athletics (voorheen de IAAF) georganiseerd en behoort tot de IAAF World Combined Events Challenge, een internationaal meerkampcircuit, sinds de oprichting ervan in 1998. De wedstrijd wordt de laatste jaren in het begin van mei gehouden.
In de loop der jaren is tijdens de Multistars 21 maal een nationaal seniorenrecord verbroken, waaronder het nationaal record van de Belg Frédéric Xhonneux, en driemaal een continentaal seniorenrecord, alle drie door de  Algerijnse Yasmina Azzizi.

## Meetingrecords
| Onderdeel            | Prestatie | Atleet         | Nationaliteit | Jaar |
| -------------------- | --------- | -------------- | ------------- | ---- |
| 100 m                | 10,40 s   | Chris Huffins  | USA           | 1999 |
| verspringen          | 7,81 m    | Robert Změlík  | TCH           | 1991 |
| kogelstoten          | 16,62 m   | José Lemos     | COL           | 2019 |
| hoogspringen         | 2,18 m    | Chris Boyles   | USA           | 2005 |
| 400 m                | 46,46 m   | David Hall     | GBR           | 2015 |
| 110 m horden         | 13,97 s   | Dmitriy Karpov | KAZ           | 2002 |
| discuswerpen         | 52,02 m   | Brian Brophy   | USA           | 1993 |
| polsstokhoogspringen | 5,42 m    | Paul Terek     | USA           | 2003 |
| speerwerpen          | 70,42 m   | Ashley Bryant  | GBR           | 2013 |
| 1500 m               | 4.05,31   | Joseph Detmer  | USA           | 2008 |
| score na dag 1       | 4402 pt   | Karel Tilga    | EST           | 2023 |
| tienkamp             | 8482 pt   | Karel Tilga    | EST           | 2023 |

| Onderdeel      | Prestatie              | Atlete          | Nationaliteit | Datum |
| -------------- | ---------------------- | --------------- | ------------- | ----- |
| 100 m horden   | 12,91 s                | Liliana Nastase | ROU           | 1992  |
| hoogspringen   | 1,95 m                 | Jessica Ennis   | GBR           | 2007  |
| kogelstoten    | 16,68 m                | Vera Yepimashko | BLR           | 2004  |
| 200 m          | 23,38 s                | Yasmina Azzizi  | ALG           | 1992  |
| verspringen    | 6,71 m                 | Liliana Nastase | ROU           | 1992  |
| speerwerpen    | 59,26 m (oude speer)   | Nathalie Teppe  | FRA           | 1993  |
| speerwerpen    | 55,81 m (nieuwe speer) | Sofia Yfantidou | GRE           | 2017  |
| 800 m          | 2.05,20                | Monica Westen   | SWE           | 1992  |
| score na dag 1 | 4024 pt                | Yasmina Azzizi  | ALG           | 1992  |
| zevenkamp      | 6587 pt                | Jessica Ennis   | GBR           | 2009  |

## Winnaars
| Editie | Tienkamp (mannen)                                       | Tienkamp (mannen)                                       | Tienkamp (mannen)                                       | Zevenkamp (vrouwen)                                     | Zevenkamp (vrouwen)                                     | Zevenkamp (vrouwen)                                     |
| Editie | Winnaar                                                 | Land                                                    | Punten                                                  | Winnares                                                | Land                                                    | Punten                                                  |
| ------ | ------------------------------------------------------- | ------------------------------------------------------- | ------------------------------------------------------- | ------------------------------------------------------- | ------------------------------------------------------- | ------------------------------------------------------- |
| 1988   | Sasa Karan                                              | YUG                                                     | 7554                                                    | Christine Hoss                                          | GDR                                                     | 5547                                                    |
| 1989   | Alex Kruger                                             | GBR                                                     | 7637                                                    | Kim Hagger                                              | GBR                                                     | 6047                                                    |
| 1990   | Miguel Valle                                            | CUB                                                     | 7385                                                    | Liliana Nastase                                         | ROU                                                     | 6342                                                    |
| 1991   | Robert Změlík                                           | TCH                                                     | 8297                                                    | Liliana Nastase                                         | ROU                                                     | 6482                                                    |
| 1992   | Robert Změlík                                           | TCH                                                     | 8086                                                    | Liliana Nastase                                         | ROU                                                     | 6565                                                    |
| 1993   | Sheldon Blockburger                                     | USA                                                     | 8296                                                    | Svetla Dimitrova                                        | BUL                                                     | 6470                                                    |
| 1994   | Sandor Munkacsi                                         | HUN                                                     | 7895                                                    | Svetlana Buraga                                         | BLR                                                     | 6284                                                    |
| 1995   | Indrek Kaseorg                                          | EST                                                     | 7998                                                    | Irina Vostrikova                                        | RUS                                                     | 6106                                                    |
| 1996   | Robert Změlík                                           | CZE                                                     | 8232                                                    | Karin Periginelli                                       | ITA                                                     | 5887                                                    |
| 1997   | Beniamino Poserina                                      | ITA                                                     | 8069                                                    | Ursula Wlodarczyk                                       | POL                                                     | 6063                                                    |
| 1998   | Alexsandr Yurkov                                        | UKR                                                     | 8034                                                    | Irina Vostrikova                                        | RUS                                                     | 6162                                                    |
| 1999   | Alexsandr Yurkov                                        | UKR                                                     | 8215                                                    | Gertrud Bacher                                          | ITA                                                     | 6185                                                    |
| 2000   | Jiri Ryba                                               | CZE                                                     | 8339                                                    | Svetlana Kazanina                                       | KAZ                                                     | 6111                                                    |
| 2001   | Indrek Kaseorg                                          | EST                                                     | 7834                                                    | Svetlana Kazanina                                       | KAZ                                                     | 6159                                                    |
| 2002   | Jakko Ojaniemi                                          | FIN                                                     | 8092                                                    | Julie Hollman                                           | GBR                                                     | 6093                                                    |
| 2003   | Dmitriy Karpov                                          | KAZ                                                     | 8253                                                    | Margaret Simpson                                        | GHA                                                     | 5952                                                    |
| 2004   | Claston Bernard                                         | JAM                                                     | 8050                                                    | Marie Collonvillé                                       | FRA                                                     | 6228                                                    |
| 2005   | Phil McMullen                                           | USA                                                     | 8107                                                    | Margaret Simpson                                        | GHA                                                     | 6006                                                    |
| 2006   | Chris Boyles                                            | USA                                                     | 7855                                                    | Karolina Tyminska                                       | POL                                                     | 6178                                                    |
| 2007   | Paul Terek                                              | USA                                                     | 8134                                                    | Jessica Ennis                                           | GBR                                                     | 6388                                                    |
| 2008   | Frédéric Xhonneux                                       | BEL                                                     | 8142                                                    | Marie Collonvillé                                       | FRA                                                     | 6256                                                    |
| 2009   | Jake Arnold                                             | USA                                                     | 7994                                                    | Jessica Ennis                                           | GBR                                                     | 6587                                                    |
| 2010   | Jake Arnold                                             | USA                                                     | 8141                                                    | Goncharova Marina                                       | RUS                                                     | 6008                                                    |
| 2011   | Luiz Alberto de Araújo                                  | BRA                                                     | 7858                                                    | Margaret Simpson                                        | GHA                                                     | 6270                                                    |
| 2012   | Dmitriy Karpov                                          | KAZ                                                     | 8172                                                    | Sofía Ifadídou                                          | FRA                                                     | 6109                                                    |
| 2013   | Andrej Krawtsjanka                                      | BLR                                                     | 8390                                                    | Anouk Vetter                                            | NED                                                     | 5872                                                    |
| 2014   | Eelco Sintnicolaas                                      | Nederland                                               | 8161                                                    | Morgan Lake                                             | GBR                                                     | 5872                                                    |
| 2015   | Paweł Wiesiołek                                         | POL                                                     | 7863                                                    | Sofia Yfantidou                                         | GRE                                                     | 5900                                                    |
| 2016   | Lars Vikan Rise                                         | NOR                                                     | 7868                                                    | Vanessa Chefer Spínola                                  | BRA                                                     | 6100                                                    |
| 2017   | Jefferson Santos                                        | BRA                                                     | 7728                                                    | Evelis Aguilar                                          | COL                                                     | 6228                                                    |
| 2018   | Martin Roe                                              | NOR                                                     | 8228                                                    | Erica Bougard                                           | USA                                                     | 6327                                                    |
| 2019   | Jan Dolezal                                             | CZE                                                     | 8117                                                    | Annie Kunz                                              | USA                                                     | 5971                                                    |
| 2020   | De wedstrijd werd geannuleerd wegens de coronapandemie. | De wedstrijd werd geannuleerd wegens de coronapandemie. | De wedstrijd werd geannuleerd wegens de coronapandemie. | De wedstrijd werd geannuleerd wegens de coronapandemie. | De wedstrijd werd geannuleerd wegens de coronapandemie. | De wedstrijd werd geannuleerd wegens de coronapandemie. |
| 2021   | Martin Roe                                              | NOR                                                     | 8055                                                    | María Vicente                                           | ESP                                                     | 6304                                                    |
| 2022   | Markus Rooth                                            | NOR                                                     | 8307                                                    | Annik Kälin                                             | SUI                                                     | 6398                                                    |
| 2023   | Karel Tilga                                             | EST                                                     | 8482                                                    | Taliyah Brooks                                          | USA                                                     | 6330                                                    |
| 2024   | Jente Hauttekeete                                       | BEL                                                     | 8020                                                    | Taliyah Brooks                                          | USA                                                     | 6330                                                    |
| 2024   | Lewis Church                                            | GBR                                                     | 8067                                                    | Julia Słocka                                            | POL                                                     | 6330                                                    |